# Ленинбунд
Союз Ленина, также Союз Ленина (Левые коммунисты), Ленинский союз или Ленинбунд (нем. Leninbund, также нем. Lenin-Bund или нем. Leninbund (Linke Kommunisten)) — коммунистическая организация в Германии в конце 1920-х — начале 1930-х годов.

## История
Ленинбунд образовался в начале 1928 года. Первоначальная численность союза составляла порядка 6 000 человек. Его основу, в основном, составили бывшие члены КПГ после вытеснения из партии её левого и ультралевого крыла, осуществленного под руководством Эрнста Тельмана. Среди них находились многие депутаты Рейхстага и Ландтага — которые выступали в рейхстаге и прусском ландтаге под именем Левых коммунистов — и другие известные члены партии, такие как Рут Фишер, Аркадий Маслов, Вернер Шолем, Пауль Шлехт, Гуго Урбанс и Гвидо Хайм. Те, кто принял участие в образовании Ленинбунда, солидаризировались с Объединенной оппозицией Троцкого и Зиновьева в Советском Союзе и критиковали различные аспекты политики Коминтерна и ВКП(б), — например, теорию «социализма в отдельно взятой стране» Сталина и союз с Гоминьданом в Китае, — как оппортунизм.
Перед выборами в Рейхстаг 1928 года произошел первый значительный раскол. Тогда все известные лидеры организации, кроме Гуго Урбанса, который руководил Ленинбундом до конца его деятельности, покинули организацию. Причин такого шага было несколько. В частности, некоторые покинули Союз вследствие капитуляции Зиновьева и Каменева. Результат выборов оказался не очень удачным — 0,26 % или соответственно 80 230 голосов. Начался процесс распада организации. Отчасти, это было связано с переходом Коминтерна в 1928 году к ультралевой тактике т. н. «третьего периода». Отдельные члены — такие, как Фриц Шимански — вновь присоединились к КПГ, другие (как, к примеру, Гвидо Хайм) вступили в СДПГ. В итоге численность Ленинбунда сократилась до 1 000 человек.
Однако, Ленинбунд сохранил влияние на коммунальном уровне. Например, Союз был представлен в Дортмунде, Ной-Изенбурге, Брунсбюттеле и некоторых бранденбургских городах, таких как Бернау и Ратенов, а также в коммунальных парламентах. В Берлине и Рейнланде, после формального роспуска организационных структур, часть его стала приверженцами идей Карла Корша. В 1930 году в Генуе откололось троцкистское крыло Антона Грилевича в связи с вопросом о возможности реформирования КПГ, Коминтерна и советской внешней политики. Группа Грилевича позиционировала себя как Левая оппозиция КПГ. Ещё до того, как начался резкий рост влияния НСДАП, уже в 1930 году, Ленинбунд предпринимал различные попытки построить единый фронт рабочих партий, СДПГ и КПГ, против фашизма, что чаще вело к близкому сотрудничеству с такими небольшими организациями, как Коммунистическая партия (оппозиция) (КПО) и Социалистическая рабочая партия Германии (САПД).
После 1932 года издания Ленинбунда подвергались постоянному давлению. Газета «Volkswille» («Народная воля»), которая поначалу в 1928 году выходила ежедневно, а с 1928 по 1930 год — три раза в неделю, в 1933 году — ещё до поджога рейхстага — перестала существовать. В отличие от других небольших левых организаций, Ленинбунду не удалось создать функционального зарубежного руководства (одна группа Гуго Урбанса возникла в изгнании в Стокгольме) или централизованных нелегальных структур. Группы Движения сопротивления из окружения Ленинбунда были активны в различных регионах, например, в Гамбурге, Тюрингии или Рурской области, зачастую во взаимодействии с другими левыми организациями. После начала войны в 1939 году их следы теряются.